# Casimiro Vítor de Sousa Teles
Casimiro Vítor de Sousa Teles (Tavira, 27 de abril de 1842 — Lisboa, 11 de junho de 1926) foi um general de divisão do Exército Português. Filho do coronel Casimiro Vítor de Sousa Teles de Morais (Lisboa, Conceição Nova, 23 de Maio de 1805 - ?), neto materno dum francês, e de sua mulher Antónia Fortunata de Brito e Abreu (Albufeira, Albufeira, 6 de Maio de 1808 - Lisboa, São José, 29 de Julho de 1889). Foi irmão do general e político Sebastião Custódio de Sousa Teles e pai de Casimiro Ximenez de Sousa Teles, o 1.º Visconde de Ximenez.